# 双隆园蛛
双隆园蛛（学名：Araneus biprominens）为园蛛科园蛛属的动物。在中国大陆，分布于湖南、福建等地。